# Bøstad
Bøstad är en by i Vestvågøy kommun i Nordland fylke i norra Norge. Orten ligger vid Europaväg 10, på den norra delen av ön Vestvågøya. I närheten av byn finns Borge kyrka och, vid sidan av denna, Borge prästgård samt lämningarna och rekonstruktionen av vikingatida Borgs hövdingahus vid Lofotr Vikingmuseum.
Byn har tidigare utgjort centralort i dåvarande Borge kommun.